# Nooshi Dadgostar
Mehrnoosh Dadgostar, dite Nooshi Dadgostar, née le 20 juin 1985 à Ängelholm, est une femme politique suédoise, présidente du Parti de gauche depuis le 31 octobre 2020 et députée au Riksdag depuis 2014.

## Biographie
Dadgostar est née à Ängelholm en Scanie. Ses parents sont des réfugiés iraniens, et lors de sa naissance la famille habite encore dans un centre d’accueil. Dadgostar grandit à Norrköping et à Göteborg. 
Pendant l’adolescence Dadgostar pratique la natation sportive. En 2005 elle a son bac et de 2004 à 2006 elle travaille comme aide-soignante à Göteborg. Elle s’installe ensuite à Stockholm et de 2006 à 2009 elle est employée en tant que trésorière de la Jeunesse de gauche (organisation de jeunesse du Parti de gauche). De 2009 à 2015 elle fait des études de droit à l’université de Stockholm, pourtant sans obtenir de diplôme,.

### Parcours politique
Ayant intégré la Jeunesse de gauche à l’âge de quatorze ans, Dadgostar occupe de différents postes dans cette organisation, y compris ceux de trésorière et de vice-présidente. En 2014 elle rejoint le conseil exécutif du Parti de gauche en qualité de remplaçante, et de 2016 elle en est membre ordinaire. En 2014 Dadgostar est élue députée au Riksdag. Elle y fait partie de la Commission des administrations publiques de 2014 à 2018 et de la Commission de sécurité sociale de 2018 à 2020.

#### Présidente du Parti de gauche
Le 31 octobre 2020 Dadgostar est élue présidente du Parti de gauche. Sous sa direction le parti prend une position plus offensive qu’auparavant à l’égard du gouvernement dirigé par les sociaux-démocrates. Le 21 juin 2021 les députés du Parti de gauche font partie de la majorité parlementaire soutenant une motion de censure contre le Premier ministre Stefan Löfven, ce qui engendre une crise gouvernementale.